# Die Schule der Atheisten
Die Schule der Atheisten (Untertitel: Novellen=Comödie in 6 Aufzügen) ist ein Werk des deutschen Schriftstellers Arno Schmidt mit 80 stark kommentierten szenischen Kapiteln.
Das Werk erschien zuerst 1972 im S. Fischer Verlag, Frankfurt am Main. 1994 erschien es neu in der Bargfelder Ausgabe, Werkgruppe IV, Band 2 als Edition der Arno Schmidt Stiftung im Haffmans Verlag.

## Entstehung
Konzipiert und niedergeschrieben wurde das bei weitem komischste unter Schmidts Spätwerken in den Jahren 1969 bis 1971. Schmidt konnte sich dabei auf lokale Recherchen stützen, die er bei einem Besuch in Tellingstedt und im schleswig-holsteinischen Dithmarschen, auf mehreren Reisen zusammen mit dem Ehepaar Michels, gesammelt hatte. Das katastrophische Szenario vom Untergang Europas durch einen dritten Weltkrieg, das von ihm vorher mehrfach, z. B. in Schwarze Spiegel, Die Gelehrtenrepublik und KAFF auch Mare Crisium behandelt worden war, erhielt dabei eine völlig neue und – für Schmidt überraschend – unbeschwert-heitere Wende. Am Ende gibt es den trügerischen Anschein einer Hoffnung im von den Großmächten geduldeten Fortbestehen des Reservats. Die Handhabung der „verschmidtsten“ Sprache vermeidet alle Gequältheiten, die sich in Zettels Traum doch finden. In Zettels Traum findet sich ein erster Verweis auf das ihm folgende Werk: 

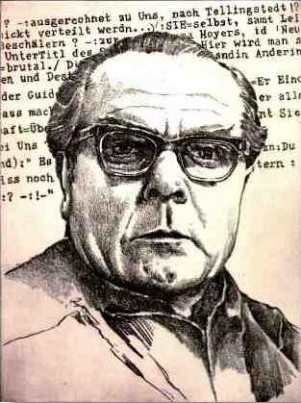
"....ausgerechnet zu Uns, nach Tellingstedt"
Vernis mou-Radierung von Jens Rusch

„(-:was weißDû vd 'SCHULE DER ATHEISTEN' !:- héh !? -))“

## Handlung
Die USA (als Matriarchat) und China (als Patriarchat) haben als konkurrierende Großmächte den Atomkrieg überlebt, in Europa jedoch nur ein, im für Schmidt typischen Norddeutschen Flachland gelegenes, Reservat an der Eider. Es soll die Kultur, die Sitten und Gebräuche der Vergangenheit des alten Europa als touristische Attraktion museal bewahren. Das Gebiet wird von dem fünfundsiebzigjährigen Senator und Friedensrichter William T. Kolderup regiert. Im Oktober 2014 kündigt sich die Außenministerin der USA, Nicole Kennan, genannt Isis, zu einer Besichtigungstour an und stört die Idylle. Eine Auflösung des Reservats könnte bevorstehen.
Die politischen Schwierigkeiten und Spannungen zwischen den verbliebenen Großmächten erhalten eine jähe Wendung, als Ufos gesichtet werden. Plötzlich besteht die Notwendigkeit, auf dem neutralen Boden des Reservates eine Konferenz mit einer chinesischen Delegation abzuhalten, um den nächsten, drohenden Krieg doch noch zu verhindern. Das Überleben, jetzt nicht nur des Reservats, hängt von einem positiven Ausgang des Treffens ab. Damit dieses Treffen ein voller Erfolg wird, bedient sich der alte Kolderup aller in Kolportage-Romanen üblichen Kniffe. Vor vielen Jahren hatte er mit der Mutter der jetzigen US-Außenministerin einen Schiffbruch vor Spenser Island überstanden. Gerührt durch die damaligen Ereignisse, wird ihm die Ministerin gewogen. Ein Schatzfund (man denke an Schmidts Das steinerne Herz) in Gestalt chinesisch beschrifteter Kacheln, welche sich als wichtiger Bestandteil eines Ahnenschreins entpuppen, eine Reminiszenz an den China-Aufenthalt des Vaters des Verfassers (ein von Schmidt in vielen seiner Bücher geübtes Verfahren) wird hier handlungstragend. Für den chinesischen Verhandlungsführer Yuan Schi Kai stellen die Kacheln wertvolle Geschenke dar. Durch Kolderups geschicktes Agieren kommt es zu einer Übereinkunft der Großmächte und das Reservat erhält eine (vorläufige) Bestandsgarantie.
In die erste Handlungsebene ist raffiniert eine Seereise mit Schiffbruch eingeflochten, als ein „Dazwischenspiel“, am Ende wie ein feingesponnener Traum, der wie eine kalkulierte Fernsehinszenierung mit Tricks hinter den Kulissen für Verwirrung sorgt. Es ist dies der Bericht von der Seereise dreier Atheisten, deren Überzeugung von einer Missionsgesellschaft einer Prüfung unterzogen wird. Dem liegt der reale Bericht über das Missionsschiff Candace zugrunde. Ein den Kolportage-Romanen Karl Mays direkt entsprungener junger Apotheker, der in der „Schule“ den jugendlichen Helden geben darf, steht hier stellvertretend für die May-Bezüge, die in mehreren Werken Schmidts vorhanden sind.
Die in den Text der „Schule“ eingebauten „Geheimgänge“ und Tapetentüren sind damit noch nicht erklärt. Sie sind Gegenstand des eigenen Erkundens.

## Einflüsse und Quellen
In Die Schule der Atheisten bedient sich Schmidt der Operette und, wie der Titel durchschimmern lässt, auch der Komödie Die Schule der Frauen des französischen Dramatikers Molière. Handlungstragend ist der von Jules Verne verfasste Roman Die Schule der Robinsons und der von dessen Bruder Paul Verne verfasste Reisebericht Von Rotterdam nach Kopenhagen. Beide Bücher wurden deshalb 1978 in einem Band in der Reihe Haidnische Alterthümer bei Zweitausendeins wieder aufgelegt, wie auch der Roman Auf zwei Planeten von Kurd Laßwitz, der Einfluss auf die Science-Fiction-Handlung des Buchs hatte. Als weitere Quellen dienten die Werke von Theodor Storm, Klaus Groth und Gustav Frenssen.
Schmidts Rückgriffe auf Romane von Jean Paul und Ludwig Tieck, aber auch auf ältere Literaturformen, wie die Zaubermärchen des Rokoko, wohl über Christoph Martin Wieland vermittelt, lassen die Schule als Schmidts versöhnlichstes Werk erscheinen – zudem altersweise wie Wilhelm Raabes Spätwerk.